# Sam Ruben
Samuel Ruben (nascido Charles Rubenstein; São Francisco, Califórnia, 5 de novembro de 1913 – 28 de setembro de 1943) foi um químico estadunidense.

## Vida
Filho de Herschel e Frieda Penn Rubenstein – o nome da família foi oficialmente simplificado para Ruben em 1930. Após obter um B.S. em química na Universidade da Califórnia em Berkeley, onde continuou a estudar obtendo um Ph.D. em físico-química em maio de 1938. Foi logo em seguida apontado instrutor do Departamento de Química, tornando-se professor assistente em 1941.

## Pesquisa
Ruben e seu colega Martin Kamen, um Ph.D. e pesquisador de química e física nuclear da Universidade de Chicago trabalhando sob a coordenação de Ernest Lawrence no Laboratório Nacional de Lawrence Berkeley, estabeleceram estudar a trajetória do carbono na fotossíntese incorporando o isótopo radiativo de curta-vida carbono-11 (11CO2) em seus diversos experimentos entre 1938 e 1942. Auxiliados pelos conceitos e colaboração de Cornelis Bernardus van Niel, da Hopkins Marine Station, tornou-se claro a eles que a redução  do CO2 pode ocorrer no escuro er pode envolver processos similares a sistemas bacteriais. Esta interpretação mudou a antiga teoria centenária de Adolf von Baeyer da redução fotoquímica do CO2 absorvido pela clorofila, que tem guiado décadas de esforço por Richard Martin Willstätter, Arthur Stoll e muitos outros em pesquisas em vão pelo Metanal (formaldeído).
O recrutamento de Ruben para pesquisas na Segunda Guerra Mundial levou-o a se interessar sobre o mecanismo do fosgênio como gás tóxico. Com o fosgênio C-11 (11COCl2) preparado por Benson, ele estudou a combinação de fosgênio com proteínas do pulmão. Após a partida de Benson de Berkeley em julho de 1943, Ruben morreu em 28 de setembro de 1943, após uma exposição desastrosa ao fosgênio em um acidente laboratorial no dia anterior.